# Горілі гірські породи
Горі́лі гірські́ поро́ди, (рос. горелые горные породы, горельники, глиежи, обожженные горные породы, порцелланит, англ. burnt rock, нім. Porzellanite m pl) — осадові гірські породи, обпалені внаслідок природного вигорання вугільних пластів або горіння породних відвалів (териконів). 
Склад і властивості Г.п. дуже мінливі і залежать від складу первинних порід та ступеня їх випалення. 
Характерні мінеральні новоутворення: муліт, кордієрит, воластоніт. Оксиди заліза відновлюються до магнітного залізняка, а іноді до природного чавуну. Глибина зон вигорання не перевищує звичайно 50 м, максимальна — 200 м. Площі розвитку зон Г.п. іноді досягають десятків км². Наприклад, об'єм Г.п. на Абанському род. Кансько-Ачинського бас. бл. 1,6 млрд м³, а площі окр. ділянок вигоряння 20 км². Найбільшу пром. цінність мають середньообпалені глинисті породи (глієжі), що мають високу активність. Вони використовуються в цементній промисловості як наповнювачі для асфальтобетону.
Піскові Г.п. застосовуються в дорожньому будівництві як основа шляхових покриттів.